# Koolstofkringloop

Koolstofkringloop. De zwarte getallen tonen hoeveel miljarden tonnen koolstof (GtC) in de verschillende opslagplaatsen aanwezig zijn. De paarse getallen tonen hoeveel koolstof tussen de verschillende opslagplaatsen per jaar uitgewisseld wordt. N.B.:Vegetatie omvat alle organismen.

De koolstofkringloop is de bekendste biogeochemische kringloop en beschrijft alle processen waarmee het element koolstof door het systeem Aarde circuleert. De koolstofkringloop beschrijft onder andere wat er gebeurt met door mensen uitgestoten koolstofdioxide in de atmosfeer. Omdat koolstofdioxide een belangrijk broeikasgas is, vormen de onduidelijkheden binnen de koolstofkringloop een belangrijk onderzoeksterrein binnen de biochemie, geochemie en klimatologie.
Door de fotosynthese van planten wordt CO2 uit de lucht vastgelegd in planten in de vorm van koolhydraten. Een klein deel hiervan komt weer vrij door dissimilatie van de plant (zie verder: kortlopende organische kringloop).

## Atmosfeer
De atmosfeer bevat volgens IPCC 2001 750 Gt C. (1 Gt C = 1 Gigaton koolstof = 1012 kilogram koolstof.) Sindsdien is de CO2-concentratie gestegen tot 381 ml/m³ (komt overeen met ppmv), dat overeenkomt met een hoeveelheid van ongeveer 800 Gt C. Dat is rond 0,001 % van alle koolstof. Zij is daarmee net zoals de vegetatie de kleinste koolstofopslag, maar reageert wel het snelst op veranderingen. De belangrijkste koolstofverbinding is koolstofdioxide (CO2) met een aandeel in de lucht van 0,03 volume-% of 0,046 gewichts-%.
Daarnaast komen nog sporen van gassen en verontreinigingen in de atmosfeer voor:
|                               | Formule | Concentratie in ml/m³ | Verblijftijd  | Toename in % per jaar |
| ----------------------------- | ------- | --------------------- | ------------- | --------------------- |
| Koolstofdioxide               | CO2     | 381                   | 5-200 jaar *1 | 0,4                   |
| Methaan                       | CH4     | 1,75                  | 12 jaar       | 1,5                   |
| Koolstofmonoxide              | CO      | 0,05-0,2              | 60…180 dagen  |                       |
| Chloorfluorkoolstofverbinding |         | 10−3                  | 70…100 jaar   |                       |
| Tetrachloormethaan            | CCl4    | 10−4                  | ?             |                       |
| Vluchtige koolwaterstoffen    |         |                       |               |                       |
| Roetdeeltjes                  |         |                       |               |                       |

*1 Voor CO2 kan geen eenduidige verblijftijd aangegeven worden daar verscheidene processen een rol spelen, die afhankelijk zijn van bepaalde omstandigheden.

## Hydrosfeer
De hydrosfeer bevat 38.000 Gt C in de vorm van opgeloste CO2, alsook opgeloste koolzuur- en carbonaat-ionen. Deze hoeveelheid omvat 0,05 % van de totaal aanwezige koolstof. Ook komen hier nog bij sporen van opgeloste methaan en in het water zwevende organische deeltjes.

## Lithosfeer
Met 99,8 % van de totale hoeveelheid koolstof op aarde komt in de lithosfeer veruit de meeste koolstof voor. De uitwisseling is echter laag, in de lithosfeer is sprake van 'lange termijnopslag' van koolstof.
- sedimenten en daaruit ontstane krijtgesteente:
  - carbonaatmineralen: calciet, magnesiet en dolomiet (60.000.000 Gt C)
  - kerogeen (fossiele organische stoffen, zoals in olieschalie) (15.000.000 Gt C)
  - gashydraten (10.000 Gt C)
- steenkool, aardgas, aardolie (4.100 Gt C)
- pedosfeer met humus, turf, sedimenten, mineralen (1.500 Gt)
- grafiet en diamant (2 allotrope vormen van koolstof)

Gashydraat is een verbinding van ijs, of van water waarvan de temperatuur rond het vriespunt schommelt, met een gas dat in de moleculaire holtes (de intermoleculaire ruimte tussen de watermoleculen) van het water zit opgesloten. Voor de koolstofkringloop is in het bijzonder methaanhydraat van belang. Het zit opgesloten in het zeesediment en in de permafrost. Het opgesloten methaan is gevormd door anaerobe bacteriële omzetting van organische stoffen. Bij oververzadiging van water met het methaan, en bij temperaturen net onder het vriespunt of bij hoge druk (in de oceaan vanaf 500 m diepte), worden methaanhydraten gevormd. Door verandering van druk en/of temperatuur kunnen grote hoeveelheden methaan vanuit de gebonden hydraatvorm binnen korte tijd vrij in de aardatmosfeer terechtkomen.
Het vrijgekomen methaan kan onder zuurstofloze omstandigheden door chemotrofe organismen als energiebron worden gebruikt:
Obligaat anaerobe, methaanoxiderende Methanosarcinales (Archaea) vormen azijnzuur uit methaan:
{\displaystyle {\ce {2 CH4 + 2 H2O -> CH3COOH + 4H2}}}
Dit azijnzuur wordt in symbiose met Desulfosarcina gebruikt als energieleverancier:
{\displaystyle {\ce {CH3COOH + SO4^2- -> 2HCO3- + HS2}}}
Men schat dat door deze symbiose jaarlijks 300 miljoen ton methaan biochemisch wordt vastgelegd, ruim 80% van de door de in het sediment aanwezige bacteriën eerder afgescheiden methaan.
Bij aanwezigheid van zuurstof kan methaan met zuurstof (O2) door aerobe, methaanoxiderende bacteriën volledig omgezet worden in koolstofdioxide en water:
{\displaystyle {\ce {CH4 + 2O2 -> CO2 + 2H2O}}}

## Biosfeer
Koolstof is in het heelal en op Aarde een relatief zeldzaam element (procenten in atoomverhoudingen) en dus weinig abundant:
- Meest voorkomende elementen in het heelal: waterstof (92,7 %) en helium (7,2 %), (koolstof daarentegen maar 0,008 %)
- Meest voorkomende element op Aarde: zuurstof (49 %), ijzer (19 %), silicium (14 %), magnesium (12,5 %), aluminium (8,2 %) (koolstof daarentegen maar 0,099 %)
- Meest voorkomende element in het menselijk lichaam: waterstof (63 %), zuurstof (25,7 %), koolstof (9,5 %), stikstof (1,3 %), calcium (0,24 %) en fosfor (0,24 %).

Een ontwikkeling van leven op basis van koolstof is daarom alleen maar mogelijk wanneer organismen de koolstofkringloop benutten en zelf weer een gesloten koolstofkringloop vormen.
Opslagvormen van koolstof in organismen zijn organische stoffen en carbonaten (in de regel calciumcarbonaat CaCO3). Het skelet van zoogdieren is onder andere opgebouwd uit calciumcarbonaat.
De organismen in terrestrische (in de Aarde) ecosystemen bevatten 800 Gt C en die in zeeën 3 Gt C, wat 0,001 % van de totale hoeveelheid koolstof is. Daarmee bevatten de organismen de kleinste hoeveelheid koolstof, maar zijn wel de motor van de kortlopende organische kringloop.
Hier dient voor de volledigheid bij aangetekend te worden dat koolstof doorgaans in de vorm van carbonaten in de aardmassa voorkomt. Carbonaten hebben een relatief laag soortelijk gewicht waardoor ze gemakkelijk in de oppervlaktelagen van de aardkorst terechtkomen. Bovendien ontleden carbonaten bij hogere temperatuur gemakkelijk in oxiden en koolstofdioxide, zoals tijdens vulkanische processen. De atmosfeer van de vroege Aarde bevatte daarom een relatief hoge concentratie koolstofdioxide.

## Het proces per systeem

### Atmosfeer
In de atmosfeer vinden overwegend fysische transportprocessen plaats. Daar door wind een voortdurende menging plaatsvindt, is de CO2-concentratie in de onderste lagen van de aardatmosfeer overal hetzelfde.
Alleen op plaatsen, die gedurende een langere tijd voor de wind beschut zijn, kan de CO2 zich aan de grond verzamelen. Voorbeelden zijn de koolstofdioxidemeren in mijnen of grotten in vulkanisch actieve gebieden.
Methaan wordt in de loop van de tijd geoxideerd tot CO2.

### Hydrosfeer

#### Transportprocessen
- Fysische koolstofpomp: In de zee vindt door zinkende watermassa's een kortstondig transport van 33 Gt C per jaar naar grote diepten van de oceanen plaats.
- Biologische koolstofpomp: zinkende zeeorganismen transporteren langdurig 11 Gt C per jaar naar de oceaanbodem.

### Chemische reacties en evenwichten
Tussen de verschillende vormen van anorganische koolstof bestaat een chemisch evenwicht: 
| {\displaystyle {\ce {CO2 + 3H2O <=>}}} | {\displaystyle {\ce {H2CO3 + 2H2O <=>}}} | {\displaystyle {\ce {HCO3^- + H2O + H3O^+ <=>}}} | {\displaystyle {\ce {CO2^2- + 2H3O^+}}} |  |
| 1% | 0%                                       | 94%                                              | 5%                                      |  |
| De opgegeven waarden gelden voor de volgende omstandigheden, die bijvoorbeeld voor grote delen van de oceanen gelden: T = 10 °C, pH = 8, zoutgehalte 34,3 ‰ |                                          |                                                  |                                         |  |
Bij veranderingen van de omstandigheden en de concentraties verschuiven de evenwichten. Zo wordt bij een verhoging van de CO2-concentratie in de aardatmosfeer het evenwicht naar rechts verschoven, de hydrosfeer neemt dan meer koolstofdioxide op en bij een globale opwarming naar links.

### Lithosfeer

#### Sedimentatie
Bij de sedimentatie zinken slecht oplosbare anorganische en organische stoffen langzaam naar de bodem. De zinksnelheid hangt af van de deeltjesgrootte en van de dichtheid van het water en kan in stilstaand water zeer laag zijn. In de koolstofkringloop speelt de sedimentatie van kalkskeletten van de Coccolithiphoridae (kalkalgen) een grote rol.

#### Diagenese
Diagenese is de langdurige vastlegging van sedimenten door biologische, chemische en fysische omzettingen. Daarbij wordt bijvoorbeeld uit de kalkskeletten van micro-organismen kalksteen gevormd. Organische afzettingen worden onder bepaalde omstandigheden, zoals die in zuurstofarme, warme oppervlaktezeeën heersen, trapsgewijs in anorganische of andere organische stoffen omgezet. Er ontstaat kerogeen (bijvoorbeeld in olieschalie), teerstoffen (bitumen), steenkool, grafiet en aardolie alsook methaan. De door diagenese vastgelegde hoeveelheid bedraagt 0,2 Gt C per jaar.

#### Metamorfose
Metamorfose is de langdurige omzetting van vast gesteente door verhoogde druk en temperatuur: door subductie van sedimenten van de zeebodem worden de druk en temperatuur verhoogd. Aan het grensvlak van kalk- en silicaatsedimenten (zand) vinden de volgende chemische omzettingen plaats:
- Calciet wordt omgezet in calciumsilicaat (wollastoniet)

{\displaystyle \mathrm {CaCO_{3}+SiO_{2}\ \longrightarrow CaSiO_{3}+CO_{2}\uparrow } }
- Dolomiet wordt omgezet in speksteen respectievelijk talk

{\displaystyle \mathrm {3CaMg(CO_{3})_{2}+4SiO_{2}+H_{2}O\ \longrightarrow Mg_{3}Si_{4}O_{10}(OH)_{2}+3CaCO_{3}+3CO_{2}\uparrow } }
Het hierbij vrijkomende CO2 lost op in het vloeibare magma en komt dan bij een vulkaanuitbarsting vrij.
Door tektonische veranderingen worden de gevormde silicaten naar de oppervlakte getransporteerd en zijn dan onderhevig aan verwering.

### Biosfeer
In de biosfeer vindt er transport plaats van organische stof makende
autotrofe organismen naar de organische stof afbrekende heterotrofe organismen. Door wind en dieren wordt organisch materiaal getransporteerd. Een gesloten koolstofkringloop is via de aardatmosfeer en hydrosfeer mogelijk.

## Deelkringlopen
Een opslagplaats is zowel bron als opslag bij koolstofveranderingen.
Tussen de koolstofopslagplaatsen vindt een voortdurende uitwisseling plaats door chemische, fysische, geologische en biologische processen.

### Langlopende anorganische kringloop
Hierbij gaat het om geochemische processen, die gedurende meerdere duizenden tot miljarden jaren kunnen plaatsvinden.

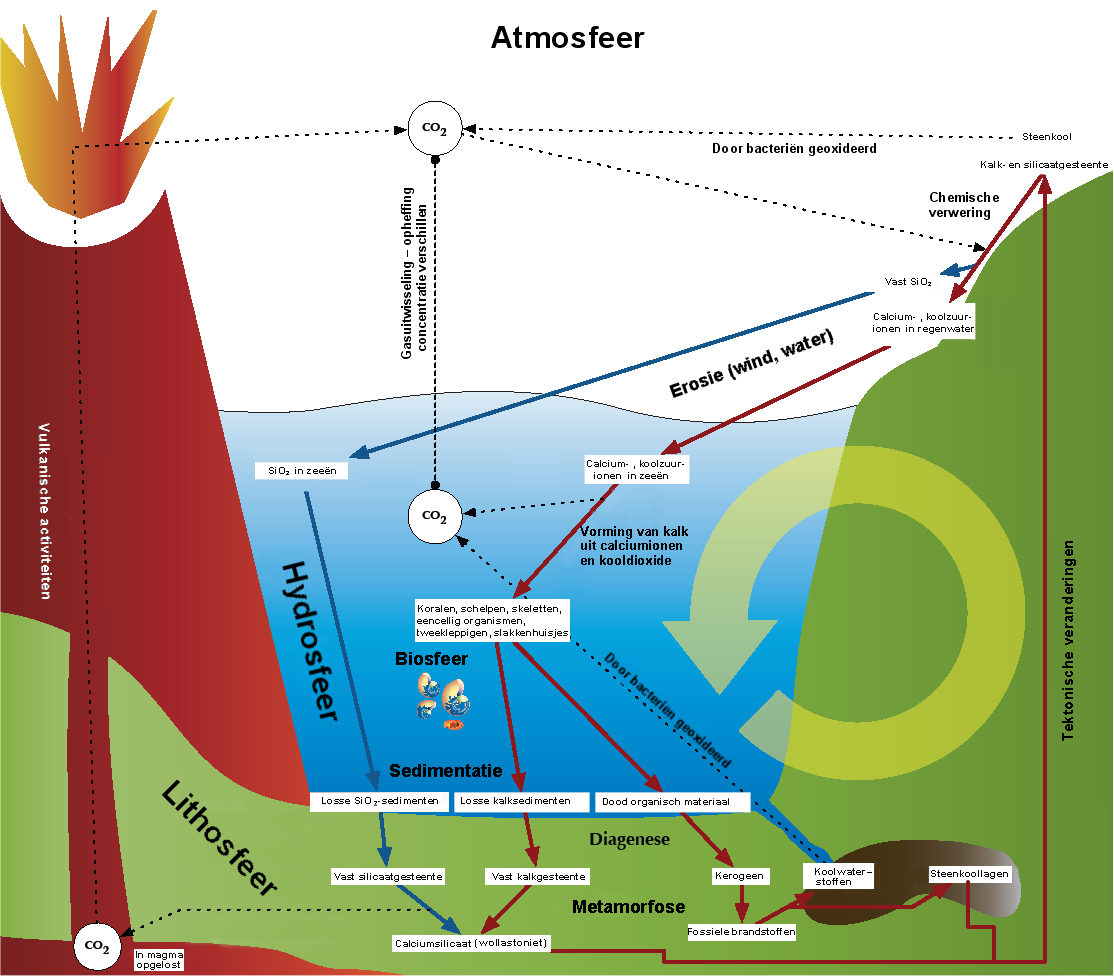
Anorganische koolstofkringloop

#### Mechanische verwering
Door thermische spanningen (bijvoorbeeld door de invloed van vorst), druk (bijvoorbeeld door een gletsjer) alsook door wind- en watererosie kunnen grote steenblokken in steeds kleinere stukjes uiteenvallen. Door stromend water worden deze kleine stukjes steen getransporteerd en in de riviermondingen afgezet. Deze sedimenten kunnen weer door subductie een metamorfose ondergaan.

#### Chemische verwering
Verwering van kalk- en silicaatgesteente onttrekt onder invloed van water CO2 aan de aardatmosfeer. Het daarbij gevormde koolzuur lost op in water en komt zo in de hydrosfeer terecht.
- Calcietverwering: (zie ook: karst, doline, grot)
{\displaystyle \mathrm {CaCO_{3}+H_{2}O+CO_{2}\rightarrow Ca(HCO_{3})_{2}} }
- Dolomietverwering:
{\displaystyle \mathrm {CaMg(CO_{3})_{2}+2H_{2}O+2CO_{2}\rightarrow Ca(HCO_{3})_{2}+Mg(HCO_{3})_{2}} }
- Silicaatverwering:
{\displaystyle \mathrm {CaSiO_{3}+H_{2}O+2CO_{2}\rightarrow Ca(HCO_{3})_{2}+SiO_{2}} }

Gebeurt de verwering van kalkgesteente door andere zuren, bijvoorbeeld door zwavelzuur, dat ontstaat door oxidatie en reactie met water uit de door vulkanen uitgestoten zwaveldioxide of vrijkomt bij het verbranden van zwavelhoudende fossiele brandstoffen, dan komt de gevormde CO2 in de aardatmosfeer terecht:
{\displaystyle \mathrm {CaCO_{3}+2H_{2}SO_{4}\rightarrow CaSO_{4}+CO_{2}\uparrow } }

#### Vastlegging
Uit een verzadigde calciumcarbonaatoplossing slaat door verhoging van de pH calciet neer, waarbij CO2 vrij komt:
{\displaystyle \mathrm {Ca(HCO_{3})_{2}\rightarrow CaCO_{3}\downarrow +H_{2}O+CO_{2}\uparrow } }
Deze reactie wordt versterkt doordat autotrofe organismen CO2 verbruiken, en zo de pH verhogen, en door sterke verdamping van water. (zie ook: stalactiet, stalagmiet, sinterterrasse)
Organismen zoals tweekleppigen, slakken en eencellige organismen leggen calciet vast door vorming van skeletten, huisjes en schelpen.
Vooral de kleine zeeorganismen Foraminifera en Haptophyta (kalkalgen), waarvan de uitwendige skeletten na afsterven van de organismen kalksedimenten vormen en koralen, die uit calciumcarbonaat koraal bouwen. Boven koraalriffen is de CO2-concentratie duidelijk verhoogd. Geschat wordt dat alle riffen bij elkaar (285.000 km²) 0,64 Gt calciumcarbonaat per jaar vastleggen. Van de daarbij gevormde CO2 komt maar een deel in de aardatmosfeer terecht.
De kringloop wordt op twee manieren weer gesloten:
1. Door metamorfose komt weer CO2 in de aardatmosfeer terecht.
2. Door tektonische veranderingen komen koralen, sedimentgesteente en silicaatgesteente aan de oppervlakte, waarna ze aan verwering onderhevig zijn.

Langlopende geochemische koolstofkringloop

|      | Proces                                                  | Stromen in GtC per jaar |
| 1    | Diffusie van CO2                                        | 91,7                    |
| 2    | Diffusie van CO2                                        | 90                      |
| 3    | Opslag van calciet                                      |                         |
| 4    | Verwering van Calciet                                   | 0,2                     |
| 5, 9 | Verwering van calciet en silicaat, waarbij CO2 nodig is | 0,2                     |
| 6    | Metamorfose                                             | 0,2                     |
| 7    | Vulkanisme                                              | 0,1                     |
| 8    | Verwering van silicaat                                  |                         |

### Langlopende organische kringloop
Hierbij gaat het om biochemische processen, die weliswaar in eerste instantie snel verlopen, maar gekoppeld zijn aan langlopende geologische processen. Daarbij wordt gesedimenteerd organisch materiaal onder anoxische (zonder zuurstof) omstandigheden niet meer volledig afgebroken. Slechts een klein deel wordt door anaerobe bacteriën in CO2 omgezet. Door afdekking met verdere sedimentlagen en afzinken in grotere diepten wordt de druk en temperatuur verhoogd. Daardoor worden de van de lucht afgesloten organische bio-moleculen omgezet in kerogeen (onder andere koolwaterstof of steenkool).
- Aardolie: Uit kerogeengesteente (aardoliemoedergesteente) kan door verdere omzetting aardolie ontstaan. Door migratie ontstaan aardoliebekkens. De oudste aardoliebekkens zijn vermoedelijk 3 miljard jaar oud. De meeste aardolie dateert van 500 tot 1000 miljoen jaar geleden. Het ontstond uit dode planten en dieren in laguneachtige, warme ondiepe zeeën. Door scheuren en spleten in het gesteente konden de gasvormige koolwaterstoffen, vooral methaan (CH4), aan het aardoppervlak komen. In de zee konden bacteriën dit gas als energiebron benutten, waarbij zij het tot CO2 oxideerden:
{\displaystyle \mathrm {CH_{4}+2O_{2}\rightarrow CO_{2}+2H_{2}O} }
Uit de aan de oppervlakte komende aardolie verdampten de vluchtige bestanddelen en bleven de taaivloeibare verbindingen asfalt, aardpek of aardwas over (zie ook asfaltmeer).Langlopende biogeochemische koolstofkringloop

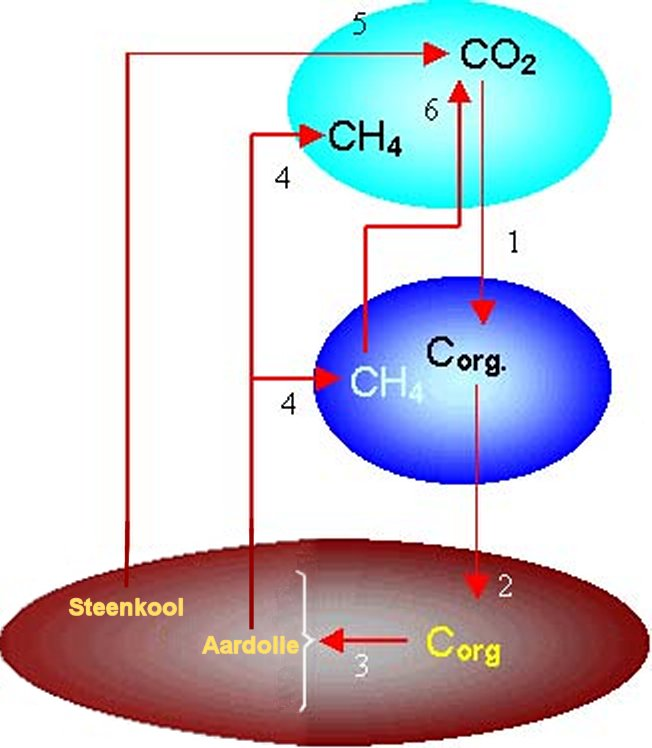
Langlopende biogeochemische koolstofkringloop

- Steenkool: Steenkoollagen ontstonden in het carboon ongeveer 350 tot 290 miljoen jaar geleden uit bosmoerassen. Wordt door tektonische werking de steenkool naar het aardoppervlak getransporteerd, dan kan ze door oxidatie door bacteriën omgezet worden in CO2.

|   | Proces                     | Stromen in Gt C per jaar |
| 1 | Diffusie en fotosynthese   |                          |
| 2 | Sedimentatie               |                          |
| 3 | Diagenese                  |                          |
| 4 | Verdamping                 |                          |
| 5 | Bacteriële afbraak         |                          |
| 6 | Bacteriële methaanoxidatie |                          |

### Kortlopende organische kringloop

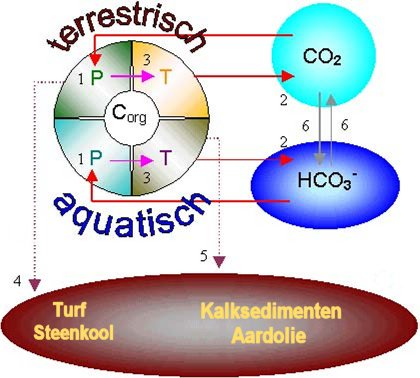
Kortlopende biochemische koolstofkringloop

Hierbij gaat het om snel verlopende biochemische processen die betrokken zijn bij de assimilatie en dissimilatie en binnen een jaar kunnen variëren.
- Door de fotosynthese van planten en autotrofe algen wordt met behulp van zonlicht uit CO2 organische stoffen gemaakt.
- Door de celademing (dissimilatie) worden deze stoffen met zuurstof weer omgezet in CO2. Bij vele organismen vindt onder zuurstofarme omstandigheden gisting plaats, waarbij de organische stof onvolledig in andere organische stoffen wordt omgezet of methaan wordt afgebroken.

|   | Proces                                                             | Stromen in Gt C per jaar |
| - | ------------------------------------------------------------------ | ------------------------ |
| 1 | Fotosynthese van landplanten                                       | 120                      |
| 2 | Verademing door landplanten                                        | 60                       |
| 2 | Verademing door dieren en reducentenen (organische stof omzetters) | 55                       |
| 3 | Nettoprimaire productie van landplanten                            | 60                       |
| 4 | Detritus                                                           | 1                        |
| 1 | Fotosynthese van in zee levende producenten                        | 103                      |
| 2 | Verademing van in zee levende primaireproducenten                  | 92                       |
| 3 | Verademing van in zee levende consumenten en reducenten            |                          |
| 5 | Detritus                                                           |                          |
| 6 | Diffusie                                                           |                          |

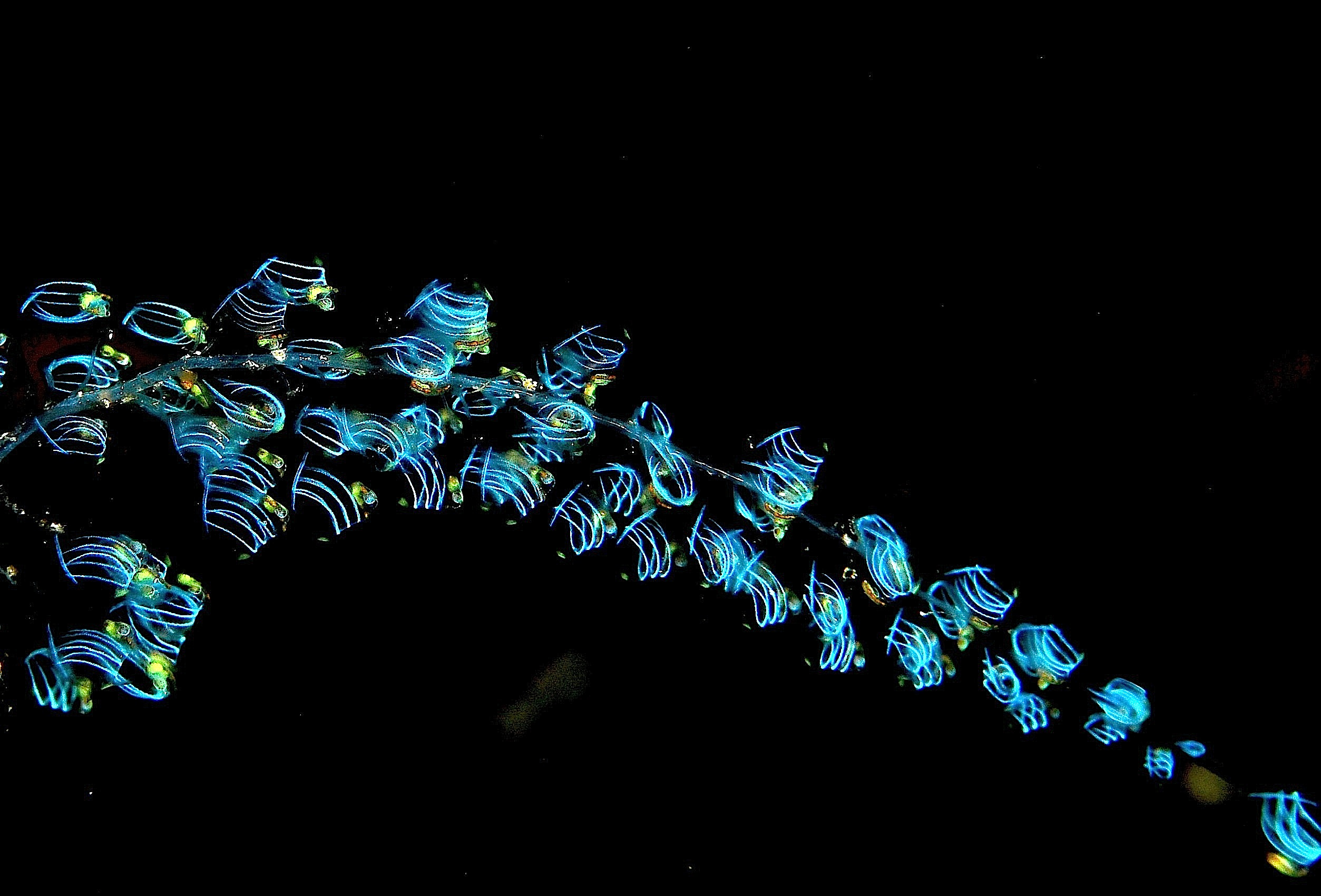
Thaliacea-soort

- In de Noord Atlantische Oceaan komen zwermen van Thaliacea (Salpa asperia) voor, die zich over een oppervlak tot 100.000 vierkante kilometer kunnen verdelen. Zij voeden zich met fytoplankton, dat op hun beurt de benodigde koolstof uit de aardatmosfeer betrekt. De Thaliacea scheiden hun afvalstoffen als kogeltjes uit, die met een snelheid van 1000 meter per dag naar de bodem van de zee zinken en daarmee sedimenteert de vastgelegde koolstof uit de aardatmosfeer. Geschat wordt dat op deze manier per zwerm meerdere duizenden tonnen koolstof per dag aan de aardatmosfeer onttrokken wordt.[3]

## Invloed van de mens op de koolstofkringloop

### Oorzaken van de verhoging van de koolstofdioxideconcentratie
Uit de analyse van boringen in het Antarctische ijs (blauwe lijn) blijkt dat de koolstofdioxideconcentratie ten minste in de laatste 650.000 jaar niet hoger is geweest dan 300 ml/m³.
Tijdens de IJstijden was de concentratie met 180 ml/m³ lager dan tijdens de warme perioden. Met het begin van de industriële revolutie steeg de concentratie exponentieel. (De rode lijn geeft de continue metingen van GAW-Station Mauna Loa op Hawaï sedert 1958 aan.)

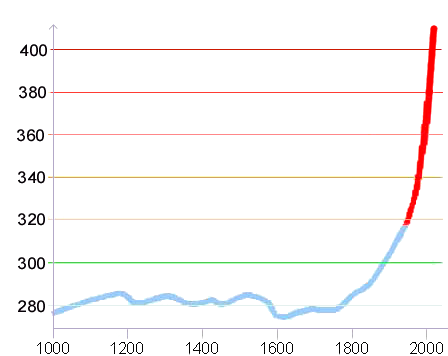
CO_{2}-verhoging in de aardatmosfeer

Uit deze metingen blijkt een verhoging met 3,2 Gt C per jaar, die aan de opwarming van de Aarde bijdraagt.
Door de verbranding van fossiele koolstofhoudende brandstoffen (aardolie, aardgas, steenkool) en door de productie van cement komen per jaar 7,1 Gt C vrij (1980-1990). Intussen is dit gestegen naar ongeveer 8,7 Gt per jaar. Van de 7,1 Gt C nemen de zeeën 2 ± 1 Gt C per jaar op, daar door de verhoogde CO2-concentratie in de aardatmosfeer en de opwarming van de zeeën het diffusie-evenwicht verschuift naar de opgeloste koolstof. De door hetzelfde effect verhoogde fotosynthese van landplanten zorgt voor het vastleggen van nog eens 0,5 + 1,4 (?) Gt C per jaar, zodat uiteindelijk 3,2 Gt C in de aardatmosfeer aanwezig blijft en tot een verhoging van de concentratie van CO2 leidt. (3,2 Gt C geven een verhoging van de CO2-concentratie van rond de 1,5 ppm).
Bij de cementproductie vormt calciumcarbonaat met klei (aluminiumsilicaat) een calciumsilicaat, waarbij koolstofdioxide vrijkomt. Daarvan wordt slechts weer een deel door het toegevoegde bindmiddel door vorming van calciumcarbonaat aan de lucht onttrokken.
De vroeger gebruikte kalkmortel gaf een gesloten CO2-kringloop: de bij het branden gevormde CO2 werd bij het uitharden weer gebonden.
Ook bij de glasproductie komt koolstofdioxide vrij. Natriumcarbonaat vormt met siliciumdioxide (zand) natriumsilicaat:
{\displaystyle \mathrm {Na_{2}CO_{3}+SiO_{2}\rightarrow Na_{2}SiO_{3}+CO_{2}\uparrow } }

### Schattingen van nieuwe opslagmogelijkheden van koolstof
Bebossing en betere cultuurmaatregelen (erosiecontrole, speciale plantensoorten, gebruiksveranderingen van plantages, omzetting van bouwland in grasland en andere maatregelen) verhogen de effectiviteit van de fotosynthese en dus de opslag van koolstofdioxide door gewassen. Dit verbruik wordt geschat op 1,202 tot 1,589 Gt C per jaar. (De variatie wordt veroorzaakt door de onzekerheid van het geschatte effect van nieuw aangeplante bossen, welke op 0,197 tot 0,584 Gt C per jaar wordt geschat). Hiertegenover staat het vrijkomen van 1,788 Gt C per jaar door afbranden. De invloed van de oceanen als koolstofopslag op de koolstofkringloop werd onder andere in 1990-2002 in het internationale onderzoeksproject Joint Global Ocean Flux Study (JGOFS) onderzocht.

### Adsorptie van koolstofdioxide
Een andere methode voor de verwijdering van CO2 uit de atmosfeer is gebaseerd op de chemische verwering van bepaalde mineralen. Olivijn is hiervan een bekend voorbeeld. Door het natuurlijke proces van chemische verwering van dit mineraal te versnellen zou een gigantische hoeveelheid CO2 uit de atmosfeer kunnen worden verwijderd. Dit is mogelijk door het te verpulveren en uit te strooien op het land. Ongewenste neveneffecten zijn er eigenlijk niet, de restproducten bevorderen plantengroei als meststof.

### Gevolgen

#### Invloed op de fotosynthese
Voor de fotosynthese van landplanten zou een koolstofdioxide-concentratie van 1 ‰ optimaal zijn. De verhoging van de fotosynthesesnelheid is echter minder dan verwacht, omdat het voor de carboxylering verantwoordelijk enzym rubisco (Ribulose-1,5-bisphosphate carboxylase/oxygenase) temperatuurafhankelijk is. Als gevolg van de stijgende temperatuur wordt de carboxyleringssnelheid van rubisco verlaagd. Dit geldt voor C3-planten. Vooropgesteld dat de oxidatiesnelheid van de organische stof bij een verhoging van de temperatuur wordt verhoogd volgens de thermodynamische wetten, ontstaat er een dynamisch positieve terugkoppeling van de beide processen met als gevolg een sneller stijgend CO2-gehalte van de aardatmosfeer → temperatuurverhoging → verhoging van de oxidatiesnelheid bij lagere of niet passende carboxyleringssnelheid → stijgend CO2-gehalte van de aardatmosfeer. Deze dynamiek vertraagt wanneer de carboxyleringssnelheid en de oxidatiesnelheid meer en meer met elkaar in evenwicht komen. Wordt de oxidatiesnelheid lager dan de carboxyleringssnelheid dan dalen het CO2-gehalte en de temperatuur. Het rubisco reageert op temperatuurverlaging met hogere carboxyleringssnelheden. Ook hier treedt wederom een positieve terugkoppeling op met daardoor sneller dalende temperaturen en CO2-gehalten. Deze dynamiek wordt veroorzaakt door het temperatuurafhankelijke rubisco. Hieruit concluderen sommigen, dat wanneer de door de mens veroorzaakte dynamiek van hogere temperaturen en CO2-gehaltes in de aardatmosfeer op gang is gekomen er een eigen dynamiek ontstaat, die niet meer door de mens te stoppen is.

#### Verstoring van de koolstofkringloop
De verhoging van het koolstofdioxidegehalte in de aardatmosfeer zorgt voor een hogere oplossing van CO2 in het zeewater. Door de vorming van koolzuur wordt de pH van het zeewater lager (zuurder). Daardoor wordt de biogene (organische) en abiogene (anorganische) neerslag van de kalk verhinderd. Als gevolg daarvan zal de hoeveelheid fytoplankton afnemen alsook de hoeveelheden gefotosynthetiseerde stoffen.
Door de pH-verlaging van de regen en het water zal de verwering van kalksteen en daarmee het verbruik van CO2 toenemen. Daar geochemisch gevormde hoeveelheden echter zeer klein zijn, speelt dit effect op de korte termijn geen rol.

## Enkele kanttekeningen
De genoemde getallen zijn schattingen en verschillen tussen de verschillende literatuurbronnen sterk. Het is niet altijd duidelijk wat onder de genoemde koolstoftransporten valt en niet altijd zijn ze volledig. Daardoor ontstaan problemen zoals bij de koolstofbalans van de aardse biosfeer: Tegenover de toename van 120 Gt C per jaar (gigatonnen koolstof per jaar) door de assimilatie staat in totaal slechts 116 Gt C per jaar door dissimilatie en detritusvorming (afkomstig van afgestorven organismen). Hierbij ontbreken dus in de balans 4 Gt C per jaar.